# Pier Lorenzo Clataud
Pier Lorenzo Clataud (indicato anche come Pier-Lorenzo, Pierlorenzo, PierLorenzo o Pierre Lorenzo; Oulx, 3 gennaio 1947) è un ex sciatore alpino italiano.

## Biografia
Clataud, specialista delle prove tecniche, debuttò in campo internazionale in occasione della Coppa dei Paesi alpini 1965, il 13 febbraio a Davos in slalom speciale (22º); in Coppa del Mondo esordì il 5 febbraio 1967 a Madonna di Campiglio nella medesima specialità, senza completare la gara, ottenne il primo piazzamento il 12 dicembre 1968 a Val-d'Isère in slalom gigante (12º), conquistò il miglior risultato l'8 febbraio 1969 a Åre nella medesima specialità (4º) e l'ultimo piazzamento a punti il 5 gennaio 1970 ad Adelboden ancora in slalom gigante (9º).
Ai Mondiali di Val Gardena 1970, sua unica presenza iridata, non completò né lo slalom gigante né lo slalom speciale; in Coppa del Mondo ottenne l'ultimo piazzamento il 10 gennaio 1971 a Madonna di Campiglio in slalom speciale (38º) e prese per l'ultima volta il via il 7 febbraio seguente a Mürren nella medesima specialità, senza completare la gara. Si ritirò al termine di quella stessa stagione e disputò le sue ultime gare ai Campionati italiani 1971, disputati a Bressanone nel mese di marzo; non prese parte a rassegne olimpiche.

## Palmarès

### Coppa del Mondo
- Miglior piazzamento in classifica generale: 28º nel 1969

### Campionati italiani
- 2 medaglie[9]:
  - 1 oro (slalom speciale nel 1969)
  - 1 argento (slalom gigante nel 1969)